# Archie Hahn
Charles Archibald »Archie« Hahn, ameriški atlet, * 14. september 1880, Dodgeville, Wisconsin, ZDA, † 21. januar 1955, Charlottesville, Virginia, ZDA.
Hahn je na Poletnih olimpijskih igrah 1904 v St. Louisu postal trikratni olimpijski prvak v teku na 60 m, 100 m in 200 m, pri slednjem je postavil tudi nov olimpijski rekord. Njegov čas teka na 200 m 21,6 s je tudi neuradni svetovni rekord, ki pa je bil postavljen na ravni stezi. Nastopil je tudi na kasneje nepriznanih olimpijskih igrah 1906 v Atenah, kjer je ubranil naslov v teku na 100 m. Je prvi olimpijski zmagovalec tekov na 100 m in 200 m ter prvi atlet, ki je ubranil naslov olimpijskega zmagovalca v teku na 100 m, kar je leta 1988 uspelo Carlu Lewisu. 